# Episodi di The League (quinta stagione)
La quinta stagione della serie televisiva The League è stata trasmessa in prima visione sul canale statunitense FXX dal 4 settembre al 20 novembre 2013.
In Italia la stagione è stata trasmessa in prima visione dal canale satellitare Fox Comedy dal 4 febbraio all'11 marzo 2015.
| nº | Titolo originale                   | Titolo italiano                     | Prima TV USA      | Prima TV Italia  |
| -- | ---------------------------------- | ----------------------------------- | ----------------- | ---------------- |
| 1  | The Bachelor Draft                 | Addio al celibato con Fantafootball | 4 settembre 2013  | 4 febbraio 2015  |
| 2  | The Von Nowzick Wedding            | Nozze&Draft                         | 11 settembre 2013 | 4 febbraio 2015  |
| 3  | Chalupa vs. the Cutlet             | La magia di Andre                   | 18 settembre 2013 | 11 febbraio 2015 |
| 4  | Rafi and Dirty Randy               | Rafi e Randy alla riscossa          | 25 settembre 2013 | 11 febbraio 2015 |
| 5  | The Bye Week                       | Il Taco's Camper                    | 2 ottobre 2013    | 18 febbraio 2015 |
| 6  | Heavy Petting                      | Un cane da spupazzare               | 9 ottobre 2013    | 18 febbraio 2015 |
| 7  | The Bringer Show                   | The Bringer Show                    | 16 ottobre 2013   | 25 febbraio 2015 |
| 8  | Flowers for Taco                   | Fiori per Taco                      | 23 ottobre 2013   | 25 febbraio 2015 |
| 9  | The Automatic Faucet               | Il rubinetto automatico             | 30 ottobre 2013   | 4 marzo 2015     |
| 10 | The Near Death Flex-perience       | Taco barbiere                       | 6 novembre 2013   | 4 marzo 2015     |
| 11 | The Credit Card Alert              | Il complice                         | 13 novembre 2013  | 11 marzo 2015    |
| 12 | Baby Geoffrey Jesus                | Playoff                             | 20 novembre 2013  | 11 marzo 2015    |
| 13 | The 8 Defensive Points of Hanukkah | Buon Natale                         | 20 novembre 2013  | 11 marzo 2015    |